# Tinh hoàn cá

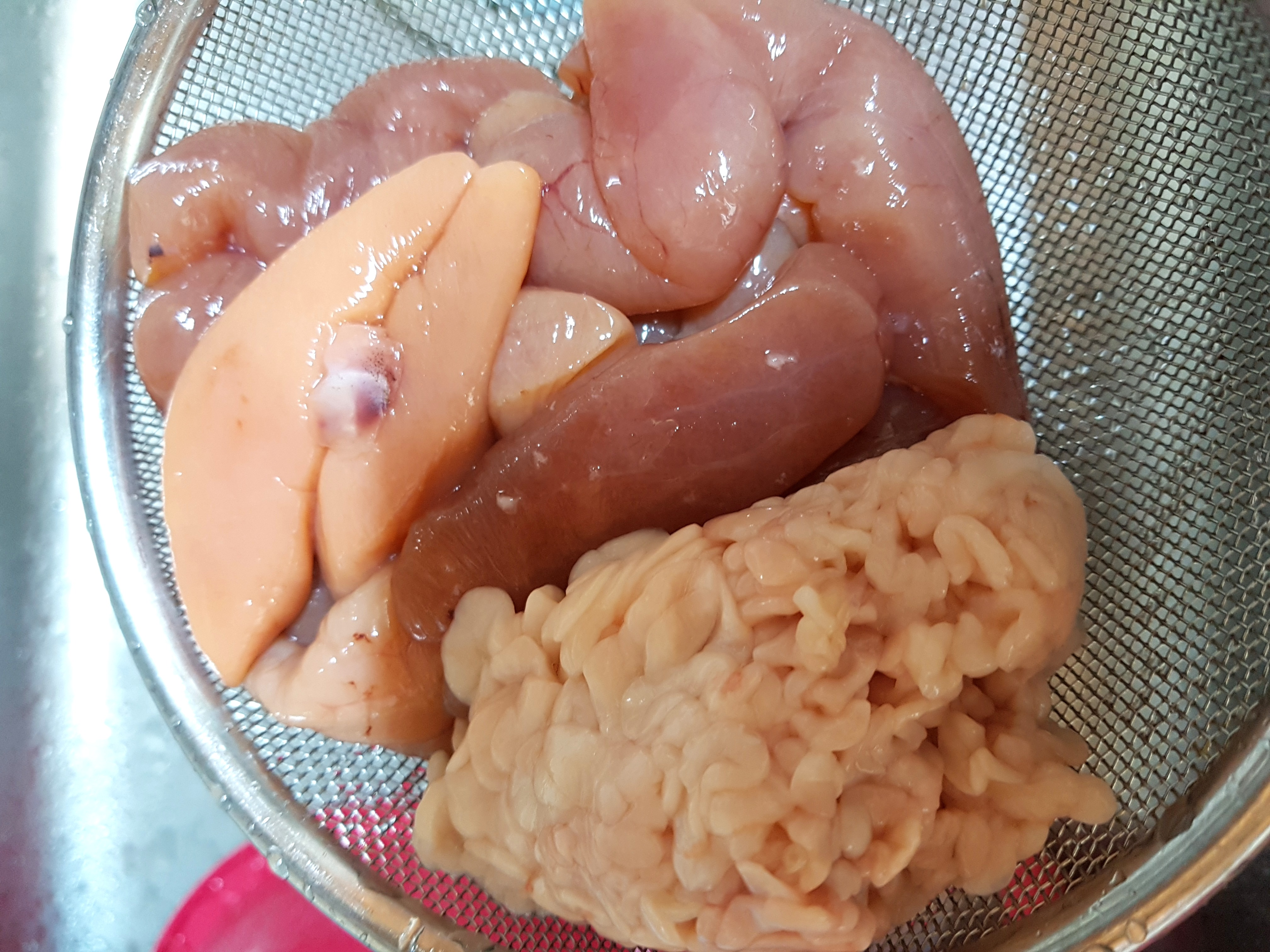
Tinh hoàn của cá tuyết

Tinh hoàn cá (tiếng Anh: Milt) là túi tinh trùng hoặc tinh hoàn chứa tinh dịch của cá. Milt cũng có thể đề cập đến tinh dịch của cá, động vật thân mềm và một số loài động vật sống dưới nước khác mà chúng sẽ sinh sản bằng cách phun rưới một chất lỏng có chứa tinh trùng lên trứng (trứng cá) để thụ tinh. 

## Trong ẩm thực

### Nhật Bản
Tinh hoàn cá là một món ăn đặc sản nổi tiếng ở Nhật Bản, như món đặc sản Shirako (白子, "những đứa bé trắng trẻo"), hay còn gọi là tinh hoàn của cá đực. Chúng được khai thác chủ yếu từ cá tuyết (tara) và cá nóc (fugu), ngoài ra còn có cá vảy chân (ankō), cá hồi (sake) và mực (ika). Bộ phận này có trong mình những con cá biển giống đực, được đầu bếp lấy ra ngay khi cá còn tươi. Người Nhật thưởng thức món tinh hoàn cá theo 2 cách. Cách thứ nhất là ăn sống trực tiếp cùng với hành lá và tía tô. Cách thứ hai là chế biến shirako theo các cách như nướng, chiên hay hấp, hoặc đem tinh hoàn cá chưng với nấm đông cô, nấm kim chi. Ở Nhật, tinh hoàn cá đực là món ăn truyền thống, người Nhật chuộng Shirako vì họ cho rằng chúng rất tốt cho sức khoẻ do có hàm lượng chất dinh dưỡng cao, đặc biệt là đối với nam giới.

### Việt Nam
Ở Việt Nam, món ăn này chủ yếu phục vụ nhu cầu của giới nhà giàu, đa số tìm mua về ăn cũng là để bồi bổ sức khỏe, nhất là bồi bổ cho nam giới trung niên.